# Age of Booty
Age of Booty es un videojuego de estrategia en tiempo real de 2008 desarrollado por Certain Affinity y A.C.R.O.N.Y.M. Games, y publicado por Capcom para Xbox 360, PlayStation 3 y Microsoft Windows. Ambientado en la era de capa y espada, el juego pone a los jugadores en control de un barco pirata con el objetivo de saquear y capturar ciudades para una facción pirata, mientras derrotan a los barcos enemigos en el camino.

## Jugabilidad
La jugabilidad gira en torno a la maniobra de un barco en el mar, que está formado por hexágonos llamados hexágonos. El jugador controla el barco seleccionando un hexágono como destino. Si el barco se encuentra adyacente a un hexágono que contiene un barco enemigo, un barco mercante, una ciudad o un asentamiento, lo atacará automáticamente con fuego de cañón. El daño del cañón depende de la cantidad de mejoras, pero si hay más de un enemigo adyacente, el barco dividirá su fuego y disparará a uno diferente cada vez. El objetivo es capturar una cantidad específica de ciudades, que se indica en una descripción de la misión: la esquina superior derecha de la pantalla muestra la cantidad de ciudades que posee, las que poseen los enemigos y la cantidad objetivo. La guarida pirata nunca puede ser conquistada por los enemigos, pero la misión fracasará si los enemigos conquistan la cantidad objetivo de ciudades antes que el jugador.
Para capturar una ciudad, el jugador debe estar adyacente a ella y bombardearla hasta que no tenga salud; la ciudad seguirá disparando al barco hasta que se agote la salud. Una mejora de ciudad se aplica tanto a la salud de la ciudad como a la potencia del cañón. Cuando la salud se agota, aparece una barra de "captura" y, cuando está llena, la ciudad será conquistada. Si un barco enemigo se acerca a la ciudad, la "captura" se detendrá hasta que uno de los barcos se hunda o huya. Las ciudades curan automáticamente a los barcos adyacentes del mismo grupo, por lo que el grupo defensor tiene una ventaja.
Los jugadores controlan un avatar en 3D de un barco pirata con velas de colores según el equipo en el que estén. Los barcos tienen tres atributos que se pueden mejorar: velocidad, armadura y cañón, cada uno de los cuales se puede mejorar hasta tres veces. La velocidad determina la velocidad a la que navega el barco del jugador, la armadura mide la cantidad de daño que puede recibir el barco antes de ser destruido y el cañón mide el daño que puede causar el barco. El atributo Cañón se muestra sobre el barco como pequeños círculos debajo del indicador de vida. Mejorar la fuerza de ataque también reduce la velocidad.
En el juego, los jugadores usan diferentes recursos para mejorar sus ciudades y barcos. Hay tres tipos de recursos diferentes: oro, madera y ron. Cuatro de oro y dos de madera mejorarán una ciudad, y cuatro de ron y dos de madera mejorarán los barcos. Los jugadores pueden adquirir recursos recogiendo cajas que flotan en el agua, destruyendo barcos enemigos, saqueando aldeas, usando una de las cuatro maldiciones o capturando ciudades y usándolas para producir recursos. Cada ciudad/aldea muestra los recursos que producirá con íconos que flotan sobre su avatar. El barco del jugador solo se puede mejorar en la Guarida Pirata, pero una ciudad se puede mejorar independientemente de la posición del barco.
En las aguas, aparecen con frecuencia barcos mercantes que atacan a cualquier barco cercano, independientemente de su bandera. Si bien no tienen una gran potencia de fuego ni un casco duro, liberan una caja de maldición cuando se hunden. El jugador solo puede tener una maldición a la vez, por lo que si se recupera la caja, otorgará una maldición de cuatro tipos diferentes o un recurso aleatorio. Los cuatro tipos de maldición son:
- Bomba: daña gravemente cualquier cosa dentro de un hexágono, debe colocarse en un hexágono de agua vacío
- Remolino: transporta un barco a una parte aleatoria del mapa
- Barco fantasma: hace que el barco del jugador sea invisible hasta que se disparen los cañones nuevamente
- Mono ladrón: roba hasta dos recursos de un tipo (oro, ron o madera) de un enemigo según la disponibilidad

Hay siete desafíos diferentes para jugar en solitario, cada uno con tres mapas diferentes de niveles de dificultad fácil, medio y difícil para un total de 21 misiones para un jugador. El modo multijugador cuenta con un modo de juego para cuatro jugadores (Dueling Duos), un modo para seis jugadores (Triple Trouble) y un modo para ocho jugadores (Four By Four), cada uno de los cuales divide a los jugadores en dos equipos. También hay un modo Battle Royale que enfrenta a cuatro equipos de dos jugadores cada uno. Los jugadores pueden usar el chat de voz para hablar con su equipo. Capcom también agregó seis mapas adicionales disponibles para descargar de forma gratuita en PlayStation Network. La versión de Xbox Live Arcade incluye compatibilidad con avatares.

## Desarrollo
El diseñador Max Hoberman admitió que la inspiración para el juego surgió del chiste de larga data del Día de los Inocentes de Bungie Pimps at Sea.  Una versión beta abierta del juego se puso en marcha el 19 de septiembre de 2008 (Día Internacional de Hablar como un Pirata).
El 4 de diciembre de 2008, se lanzaron tres paquetes de mapas adicionales sin coste alguno.

## Recepción
La versión para Xbox 360 de Age of Booty recibió críticas "generalmente favorables", mientras que las versiones para PC y PlayStation 3 recibieron críticas "promedio", según el sitio web de agregador de reseñas Metacritic. Eurogamer dijo que el modo para un jugador del juego era "frustrante y mal equilibrado", pero agregó, "juégalo en línea y tendrás algo que casi vale el precio de 800 puntos". IT Reviews estuvo de acuerdo, afirmando que "tiene un precio económico y es muy divertido jugar en línea ya que las partidas son rápidas y agradables, aunque la campaña fuera de línea está bastante empañada por la errática IA de la computadora".
El juego fue nominado a dos premios Xbox Live Arcade 2008: "Mejor juego original" y "Mejor juego multijugador competitivo".